# Daintree-Regenwald

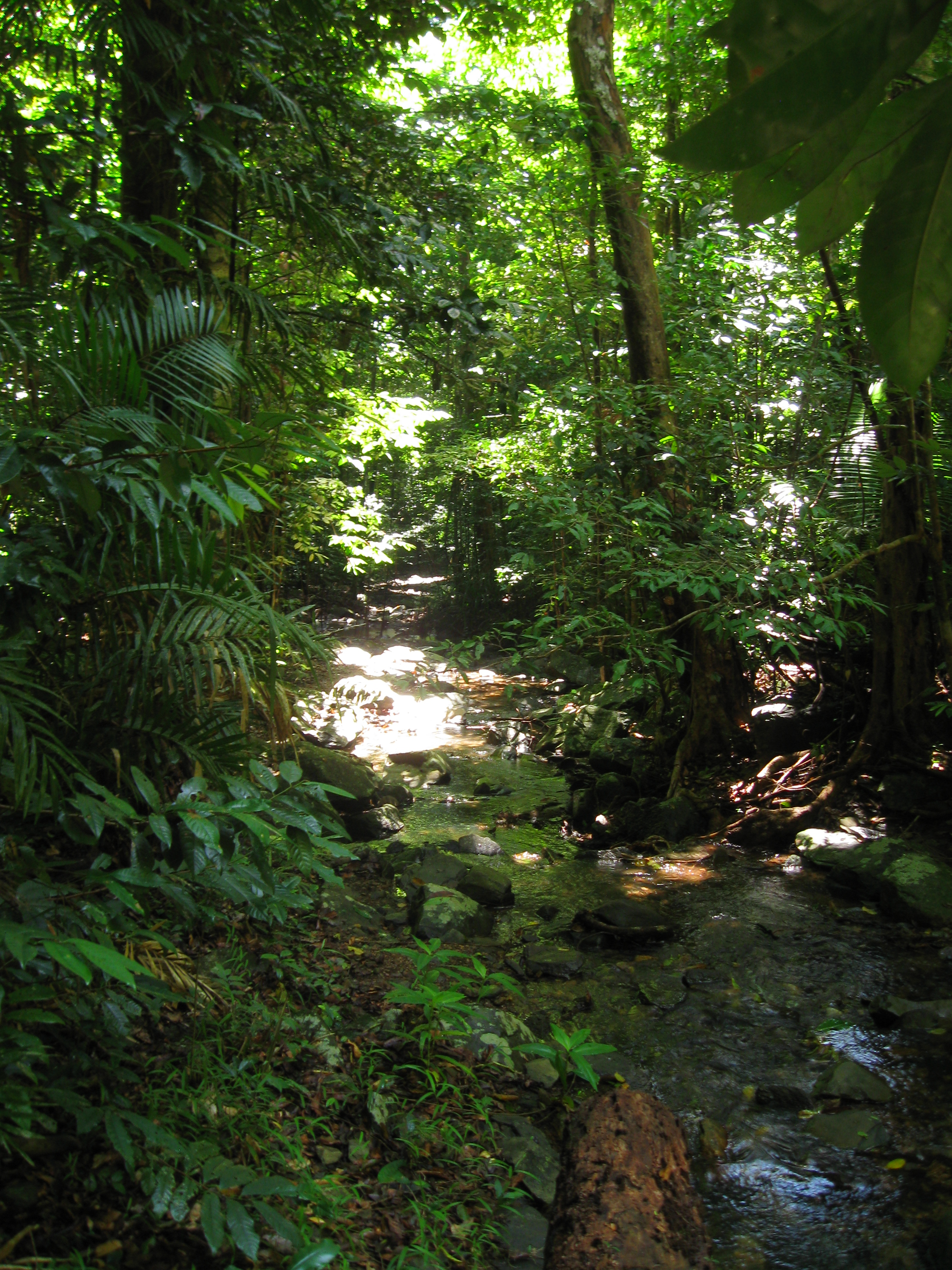
Im Daintree-Regenwald

Der Daintree-Regenwald in Queensland, Australien, ist mit einem geschätzten Alter von 180 Millionen Jahren der älteste tropische Regenwald der Welt. Ein Teil des Daintree-Regenwaldes ist als Daintree-Nationalpark geschützt und gehört zum UNESCO-Welterbe Wet Tropics of Queensland. Der Daintree ist die Heimat von 18 indigenen Völkern, darunter die Kuku Yalanji, die 2021 ihr Verwaltungsrecht über das geschützte Regenwaldgebiet zurückerlangten, das allerdings nicht den gesamten Regenwald umfasst.

## Geographie
Der Daintree-Regenwald umfasst 1200 km² und befindet sich an der Nordküste Queenslands. Er erstreckt sich teilweise bis ans Meeresufer, dem das Great Barrier Reef vorgelagert ist.
Der Daintree ist von hohen Niederschlagsmengen und tropischem Klima geprägt, das hohe Biodiversität ermöglicht.
Der Daintree-River verläuft durch das Regenwaldgebiet und mündet in den Pazifischen Ozean. Entlang des Flussbettes finden sich Mangrovenwälder.

## Flora und Fauna
Tropische Regenwälder wie der Daintree gehören zu den weltweit artenreichsten Ökosystemen. Beispielsweise kommen 90 % aller australischen Fledermaus- und Schmetterling-Spezies, 18 % der Vogelarten sowie 30 % der Frosch-, Reptilien- und Beuteltierarten im Daintree-Regenwald vor.
Den Daintree beheimaten zudem zahlreiche endemische Tier- und Pflanzenarten, deren Lebensraum sich auf den Daintree-Regenwald begrenzt. Dazu zählen beispielsweise das Moschusrattenkänguru und die Pflanzenart Idiospermum australiense.

## Gefährdung
Wissenschaftler und Naturschützer kritisieren seit Jahrzehnten die unzureichenden Schutzmaßnahmen seitens der Regierung.
Vor der Gründung der Wet Tropics of Queensland im Jahre 1988 besaß der Daintree-Regenwald keinen Schutzstatus. Dies ermöglichte ungehemmte Zerstörung der Regenwaldgebiete durch Entwaldung, Landwirtschaft, Entwicklungs- und Bauprojekte, die von der Regierung unterstützt wurden. Dadurch entwickelte sich eine Protestbewegung. Es wurden effektive Schutzmaßnahmen für den Daintree gefordert. Dies sollte mit einer Eingliederung in UNESCOs Welterbeprogramm erreicht werden. Queenslands Regierung stellte sich jedoch gegen die Bestrebungen der Naturschützer. Johannes Bjelke-Petersen, der damalige Premierminister von Queensland, entgegnete einigen Naturschützern öffentlich, sie sollen „geteert und gefedert werden und aus der Stadt rennen“.
Das Schutzprogramm der Wet Tropics of Queensland erkannte vorerst nicht den kulturellen Wert des Daintrees an, was für viel Kritik und Sorgen seitens der indigenen Bevölkerung sorgte. Das kulturelle Erbe des Daintrees wurde erst 2012 nach langjähriger Kampagnenarbeit der indigenen Völker mitaufgenommen.
Jedoch bestehen auch nach dem Erlangen des Schutzstatuses noch immer Gefahren für den Daintree. Das Schutzgebiet umfasst nicht das gesamte Regenwaldgebiet, weshalb große Teile des Daintrees weiterhin nicht vor Zerstörung sicher sind. So wurden beispielsweise Teile des Tieflandregenwalds in Wohnsiedlungen umgebaut. Durch die Etablierung des Douglas Shire Council Planning Scheme werden mit Regierungsgeldern erworbene Grundstücke geschützt, jedoch blieben zuvor erlangte Baurechte bestehen. Die Staat- und Bundesregierung plant keine weiteren Käufe der verbleibenden ungeschützten Regenwaldgebiete. Diese werden nun zunehmend von Naturschutzorganisationen erworben, um den Erhalt der bislang ungeschützten Regenwaldgebiete zu garantieren.